# Observatoire des Baronnies provençales
L'Observatoire des Baronnies provençales est un observatoire astronomique situé à Moydans dans les Hautes-Alpes en France, ouvert en janvier 2013. Sa particularité est qu'il a été construit pour accueillir tous types de publics et d'activités : des néophytes aux astronomes professionnels. Station de Nuit de l'Association Française d'Astronomie. 

## Activités
L'observatoire propose des soirées d'observations et d'initiation à l'astronomie pour le grand public, ainsi que des accès, stages et formations pour les astronomes amateurs et professionnels. 
Il est remarqué aussi pour les services de contrôle à distance par internet de télescopes qu'il propose. 
Il œuvre pour des missions de surveillance du ciel (astéroïdes et débris spatiaux) mais aussi dans la recherche et le suivi d'exoplanètes. 

## Instruments
- un télescope de 820 mm de type Cassegrain Nasmyth robotisé à monture azimutale, sous coupole accessible au public et contrôlable par internet.
- nombreux autres télescopes et lunettes automatisées[3]

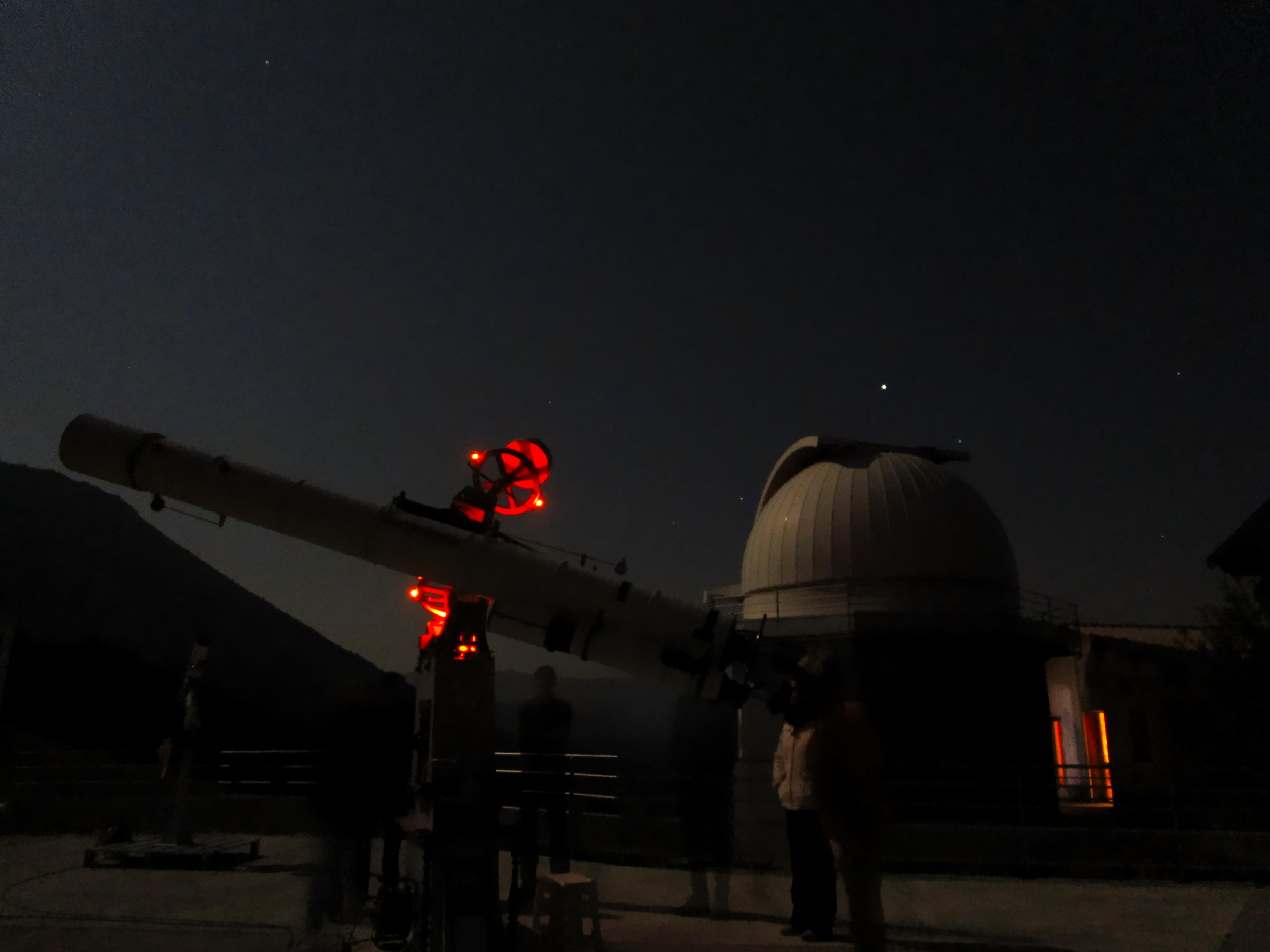
Accueil du public et observations aux instruments
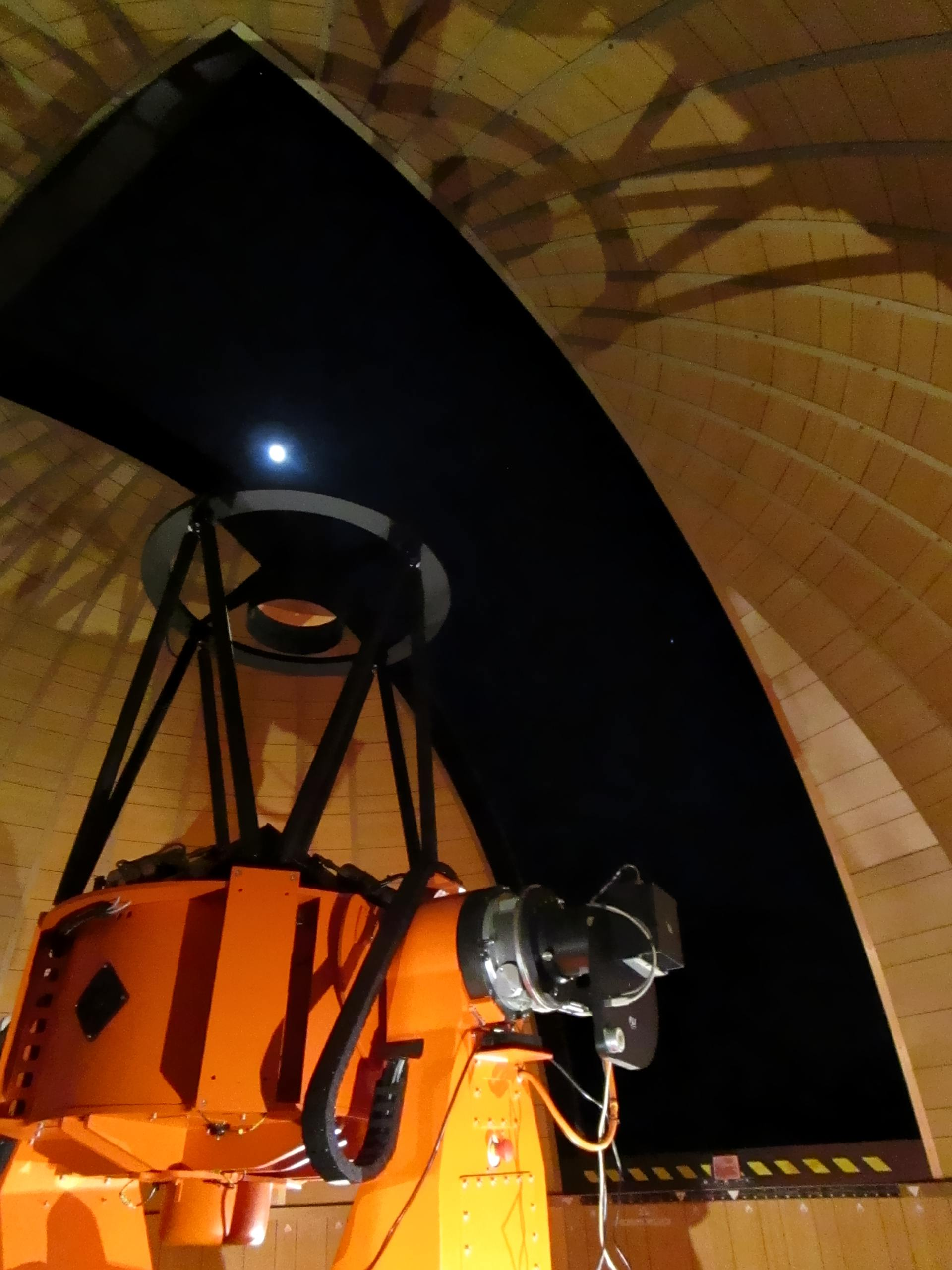
Le télescope principal de 820 mm
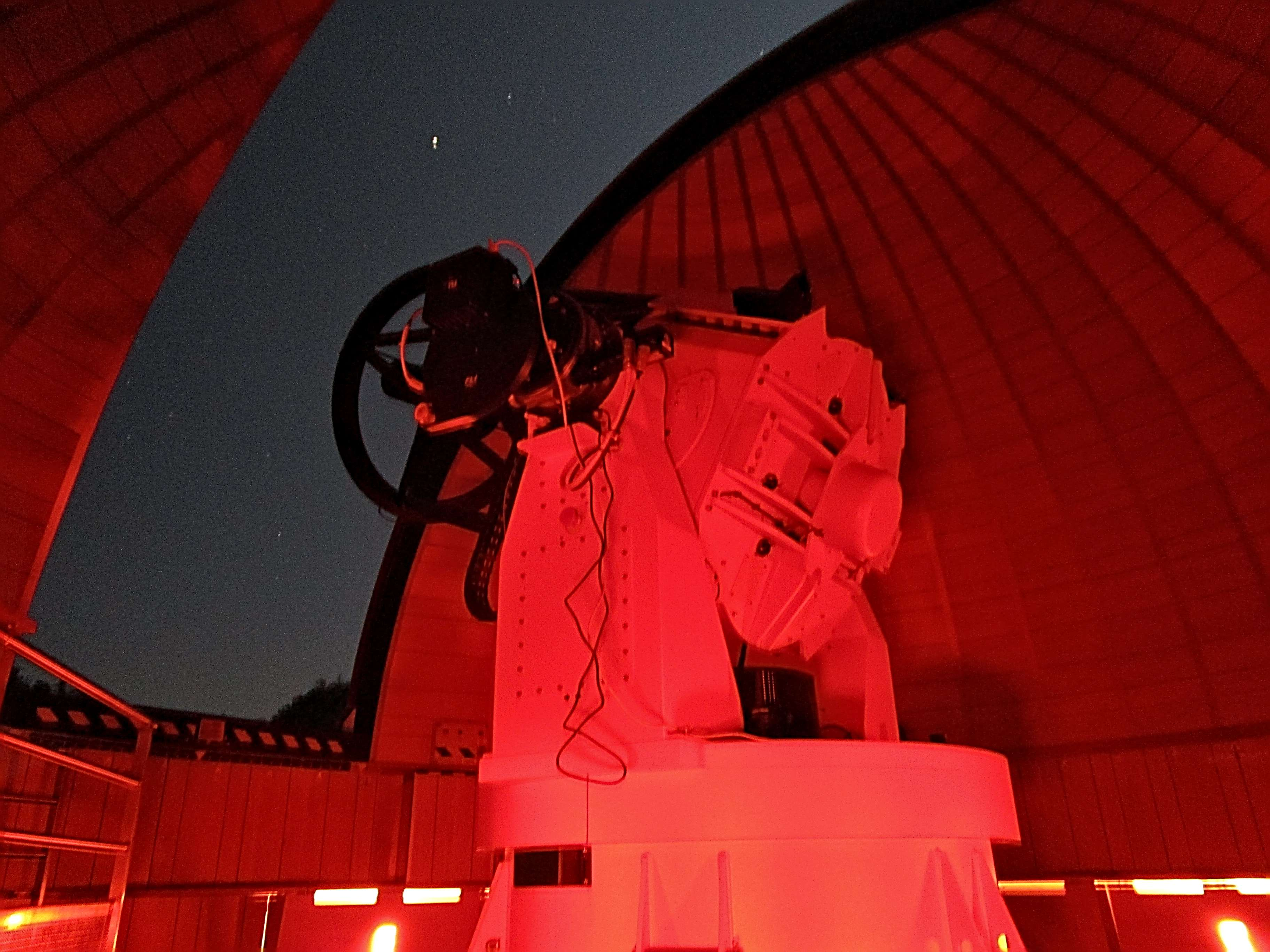
Vue de l'intérieur de la coupole et des bancs pour le public